# Santa Luzia do Itanhi
Santa Luzia do Itanhi é um município brasileiro do estado de Sergipe, localizado no Litoral Sul do estado. Seus habitantes são chamados santa-luzienses.

## História
Santa Luzia do Itanhi é a povoação mais antiga de Sergipe e a sua fundação está relacionada com a chegada dos portugueses e tentativa de invasão/colonização no atual Sergipe.
Chegam à região os padres jesuítas Gaspar Lourenço e seu irmão de hábito João Solenio, acompanhados por alguns colonos e um grupo de soldados no ano de 1575. Estes tinham por objetivo catequizar a população local. Nesse local os padres jesuítas fundaram uma igreja sob a invocação de São Tomé e à sua frente uma cruz com 80 palmos de altura e ainda casas para moradia. A 1ª missa celebrada foi assistida por índios que pertenciam a nação dos tupinambás.
Em 1698 a aldeia foi elevada à categoria de Vila por ordem do governador da Bahia D. João de Lencastre, com o nome de Vila Real de Santa Luzia.
Decreto-Lei Estadual de nº 69 elevou a então Vila de Santa Luzia do Itanhi à categoria de cidade.
O Decreto-Lei nº 377 de 31 de Dezembro de 1943 revogado pelo de nº 533 de 07.12.1944 modifica o nome do Município para Inajaroba; este nome, por sua vez, foi mudado para Santa Luzia do Itanhi pelo Decreto-Lei Estadual nº 88 de 25 de Novembro de 1948. “Itanhi” era o nome que os indígenas davam ao rio Real, hoje mais conhecido como Crasto.

## Geografia
Localiza-se a uma latitude 11º21'03" sul e a uma longitude 37º26'54" oeste, estando a uma altitude de 37 metros.  Sua população estimada em 2021 era de 14.205 habitantes. 
Possui uma área de 325,258 km² .
O município é servido pela BR-101, que o liga à capital, Aracaju, e a outros estados do Brasil.

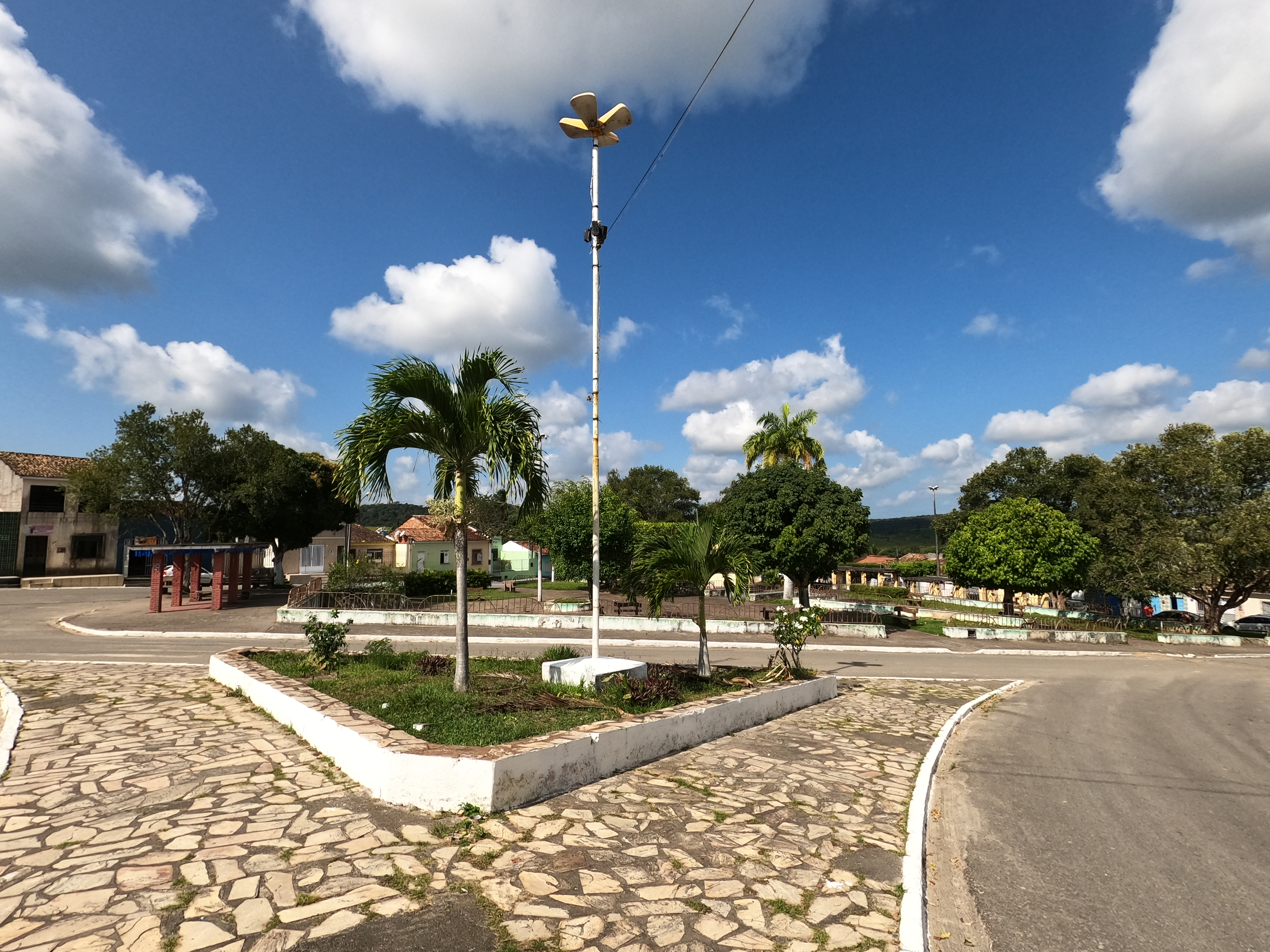
Praça no centro de Santa Luzia do Itanhy